# Gouvernement Andrass Samuelsen
Pour les articles homonymes, voir Samuelsen.
 (novembre 2024).
Si vous disposez d'ouvrages ou d'articles de référence ou si vous connaissez des sites web de qualité traitant du thème abordé ici, merci de compléter l'article en donnant les références utiles à sa vérifiabilité et en les liant à la section « Notes et références ».
Le Gouvernement Andrass Samuelsen est le 1er gouvernement des îles Féroé, de 1948 à 1950 Tous les partis politiques y participaient. 
Îles Féroé
 Kristian Djurhuus I

## Composition initiale (12 mai 1948)
| Portefeuille                                     | Titulaire | Titulaire           | Parti |
| ------------------------------------------------ | --------- | ------------------- | ----- |
| Premier ministre                                 |           | Andrass Samuelsen   | SB    |
| Vice-Premier ministre Ministre sans portefeuille |           | Louis Zachariasen   | SF    |
| Ministre sans portefeuille                       |           | Kristian Djurhuus   | SB    |
| Ministre sans portefeuille                       |           | Jóan Petur Davidsen | SPD   |